# Comuna Novokîiivka, Tomakivka
Novokîiivka (în ucraineană Новокиївка) este o comună în raionul Tomakivka, regiunea Dnipropetrovsk, Ucraina, formată din satele Dobra Nadia, Illinka, Novokameanka, Novokîiivka (reședința) și Vilne.

## Demografie
Componența lingvistică a satului Novokîiivka
     Ucraineană (89,96%)
     Rusă (9,41%)
     Alte limbi (0,31%)
Conform recensământului din 2001, majoritatea populației satului Novokîiivka era vorbitoare de ucraineană (89,96%), existând în minoritate și vorbitori de rusă (9,41%).